# 玄静
玄静（1622年十二月）为中国明朝起事者侯德的年号，前后共1年。清朝为康熙帝玄烨避讳作元静或𢆯静。

## 公元纪年对照表
| 玄静 | 元年   |
| ---- | ------ |
| 公元 | 1622年 |
| 干支 | 壬戌   |

## 同期存在的其他政权年号
- 中國
  - 天启（1621年－1627年）：明朝—明熹宗朱由校之年号
  - 瑞应（1621年—1629年）：明朝时期—奢崇明之年号
  - 大成兴盛（大乘兴胜）（1622年）：明朝时期—徐鸿儒之年号
  - 天命（1616年－1626年）：后金—清太祖努尔哈赤之年号
- 越南
  - 永祚（1618年－1629年）：后黎朝—黎神宗黎维祺之年号
  - 隆泰（1594年－1628年）：莫朝—莫敬宽之年号
- 日本
  - 元和（1615年－1624年）：后水尾天皇之年號

## 參看
- 中国年号索引